# Гільдас Мудрий
Ґі́льдас Му́дрий (лат. Gildas Sapiens; 500—570), також Ґі́льдас Прему́дрий — ранньосередньовічний історик бритів, автор листа-проповіді «Про падіння та завоювання Британії» (лат. De Excidio et Conquestu Britanniae). Засновник монастиря в Сен-Жильда-де-Рюї, християнський святий.

## Внесок в історію
«Про падіння та завоювання Британії» — це великий лист-проповідь латинською мовою в 110 розділах. У ньому автор аналізує причини морального занепаду своїх сучасників: глави 3—25 містять короткий нарис історії Британії в I—VI століттях і є унікальним історичним джерелом, особливо щодо історії завоювання сходу Британії англосаксами. Використовуючи великі цитати із Старого і Нового Заповітів, перш за все з книг пророків Ісаї і Єремії, а також з послань апостола Павла, Ґільдас показує, що світські і духовні влади бритів не відповідають євангельським ідеалам. Ґільдас також згадує «небагатьох» вірних синів церкви і з похвалою відгукується про чернечий рух, який зароджувався в його епоху.

## Біографія
Судячи з праці «Про падіння та завоювання Британії», Ґільдас отримав блискучу освіту, був знайомий з творами Вергілія, Овідія і церковних письменників: Касіяна, Єроніма. Заклик до морального відродження, який містився в творі «Про загибель Британії», здійснив великий вплив на тодішнє суспільство, причому не тільки на бритів у самій Британії і Бретані, але й на ірландців: близько 600 року святий Колумбан у посланні до папи Григорія Великого посилався на Ґільдаса як на авторитет з питань церковної дисципліни. До нас також дійшли уривки з послань Ґільдаса, що містилися в корпусі ірландського канонічного права; вони присвячені питанням чернечої дисципліни. Крім того, Ґільдасу приписується «Пенітенціалій», де встановлені правила покаяння, в основному також для ченців. «Лорика» — молитва-оберіг, творцем якої вважається Ґільдас, — насправді є пізнішим ірландським твором.
Швидше за все, на момент написання книги «Про загибель Британії» Ґільдас був дияконом; у написаному близько 800 року ірландському мартирологові «Календар Енґуса» він згадується як єпископ, однак невідомо, де саме могла перебувати його єпархія. Згідно з валлійською традицією, Ґільдас був одруженим чоловіком, і його сини Ґвіннок і Нуітон визнані в Уельсі місцевошанованими святими. Крім того, в генеалогії згадуються і його внуки (Увелі та Філі), також святі.
Збереглися три житія Ґільдаса, складені в Бретані й Уельсі. Усі вони створені не раніше XI—XII століть, і їхня достовірність викликає сумнів. За відомостями цих житій, Ґільдас був сином піктського князя на ім'я Кау, здобув освіту на півдні Уельсу, в школі святого Ільтуда, згодом проповідував у Шотландії та Ірландії, де боровся з різними єресями і язичництвом, здійснив паломництво до Риму і Равенни. Відповідно до першого бретонського житія, Ґільдас осів у Бретані, де заснував абатство в Сен-Жильда-де-Рюї (фр. Saint-Gildas-de-Rhuys). Згідно з другим, він помер у Гластонбері на півдні Британії, де й був похований.